# بی‌نیاز (جوجه)

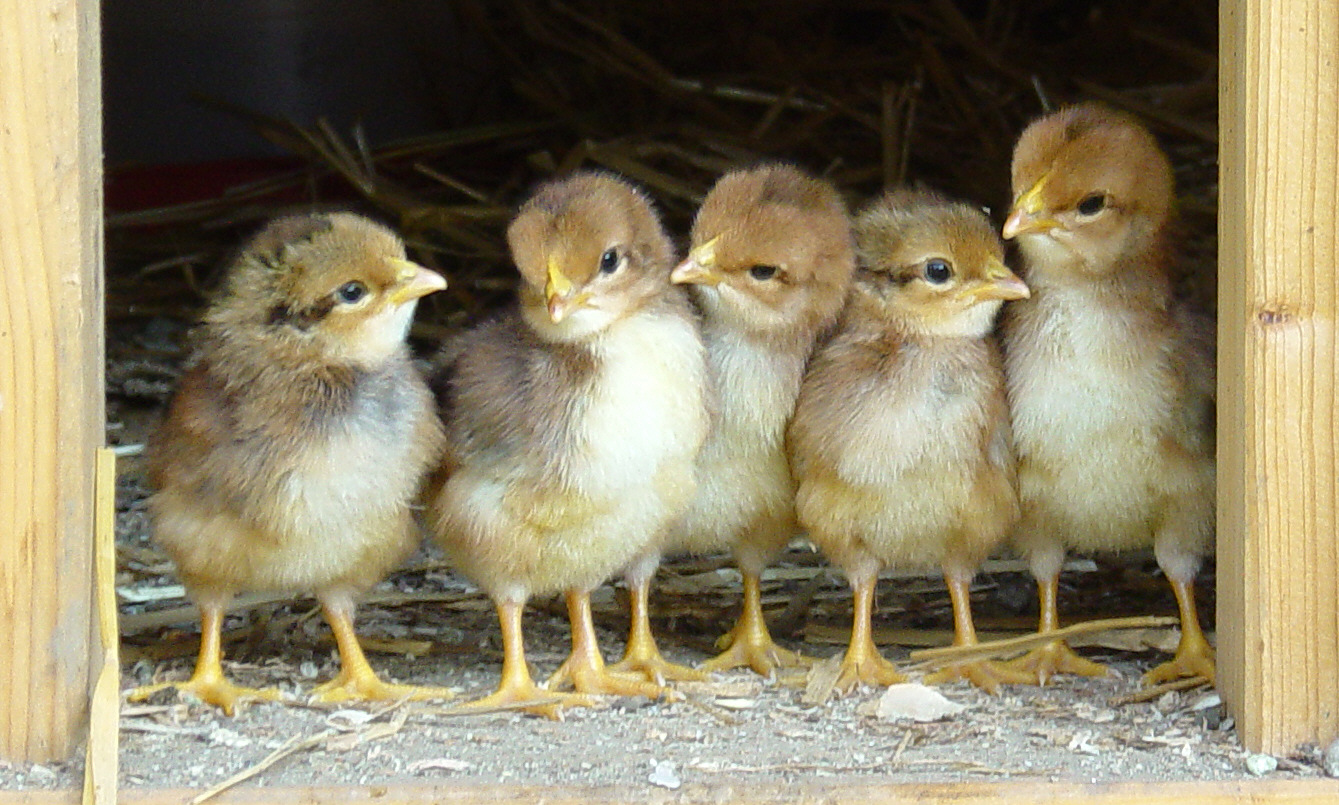
5 جوجه در آستانه لانه قبل از اولین پرواز

جانوران بی‌نیاز (به انگلیسی: Nidifugous) جاندارانی هستند که مدت کوتاهی پس از جوجه‌شدن یا تولد لانه را ترک می‌کنند. این اصطلاح از واژهٔ لاتین nidus به معنای «لانه» و fugere به معنای «فرار» گرفته شده‌است. این اصطلاح اغلب برای توصیف پرندگان استفاده می‌شود و توسط لورنز اوکن در سال ۱۸۱۶ معرفی شد. جوجه‌های پرندگان در بسیاری از خانواده‌ها مانند پرندگان ساحلی، پرندگان آبزی و شکارشونده‌ها معمولاً بی‌نیاز هستند.
اصطلاح nidifugous گاهی مترادف با واژهٔ زودرس به کار می‌رود، زیرا همه گونه‌های nidifugous زودرس هستند - یعنی با چشمانی باز متولد می‌شوند و توانایی حرکت مستقل را دارند. با این حال، همه پرندگان زودرس لانه را ترک نمی‌کنند. برخی از آنها ممکن است در لانه بمانند و بنابراین به جای بی‌نیاز، نیازمند هستند. بسیاری از کاکایی‌ها و پرستودریایی‌ها زودرس هستند اما نیازمند هستند.